# Río Valarties
El río Valarties es un río que discurre por el Valle de Arán, es afluente del Río Garona.

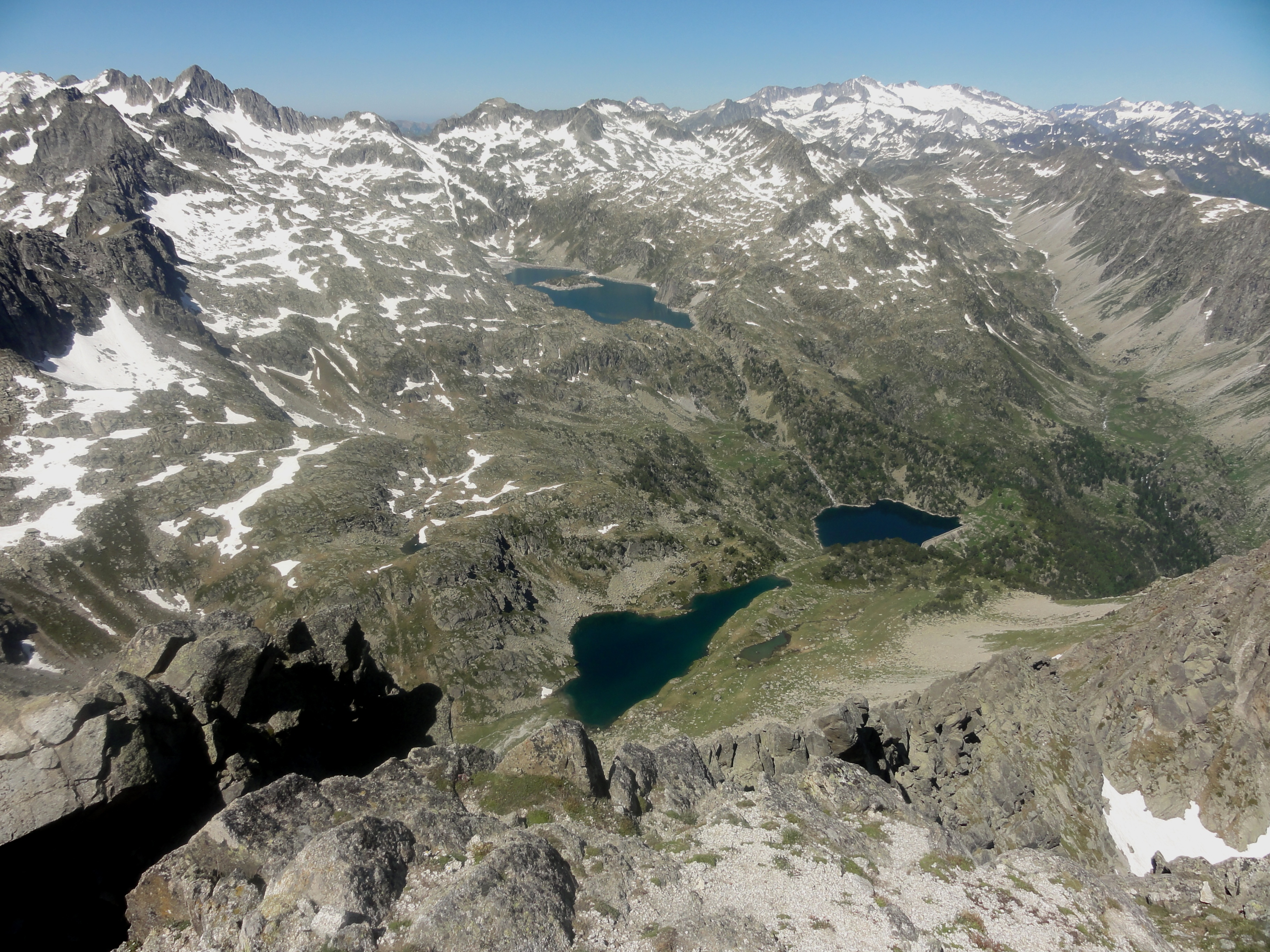
Vista de la cabecera del Río Valarties

Nace en varios lagos glaciares en la cabecera del mismo, destacan entre otros el lago de Rius y lago de Mar situados en la parte alta del valle del Valarties o Ribèra deth Valarties, valle coronado entre otros por los picos del Besiberri Norte (3.015 m) y Montardo (2.833 m). 
El río se va alimentando a lo largo de su trayecto de varios afluentes como son el de la Ribera de Rius (nace en los lagos de Rius y lago Tòrt de Rius), río Restanca (nace en el lago de Mar) o río de Rencules (nace en los lagos de Saslòsses y lagos de Ribereta de Naut e de Ribereta de Baish), el río Valarties desemboca en el Garona en la localidad de Arties, localidad situada en el Municipio del Alto Arán.
Por la cabecera del río Valarties discurre el sendero de gran recorrido GR-11, convirtiéndose en una zona muy visitada por excursionistas y en un punto de partida para grandes ascensiones como son al Besiberri Nord o al Montardo. En la cabecera del río tenemos una de las entradas de la vertiente aranesa al Parque nacional de Aiguas Tortas y Lago de San Mauricio